# Ghiacciaio Dromedary
Il ghiacciaio Dromedary è un piccolo ghiacciaio alpino lungo circa 4 km situato nella regione centro-occidentale della Dipendenza di Ross, nell'Antartide orientale. Il ghiacciaio, il cui punto più alto si trova a circa 1800 m s.l.m., si trova sulla costa di Scott, nel versante sud-orientale della dorsale Royal Society, dove fluisce verso nord-est scorrendo lungo il versante sud-orientale del monte Dromedary.

## Storia
Il ghiacciaio Dromedary è stato così battezzato dai membri della spedizione di ricerca antartica svolta dalla Università Victoria di Wellington nel 1960-61, in associazione con il vicino monte Dromedary, a sua volta così chiamato in virtù della sua forma, che ricorda la gobba di un dromedario ("dromedary" in inglese).